# Oxyeleotris
Oxyeleotris là một chi cá bống trong họ Butidae. Trong số những loài thuộc chi này có loài cá bống tượng (Oxyeleotris marmorata) là loài đáng chú ý vì có giá trị kinh tế cao.

## Các loài
Hiện hành, trong chi này ghi nhận có các loài sau:
- Oxyeleotris altipinna G. R. Allen & Renyaan, 1996
- Oxyeleotris aruensis (M. C. W. Weber, 1911) (Aru gudgeon)
- Oxyeleotris caeca G. R. Allen, 1996
- Oxyeleotris colasi Pouyaud, Kadarusman, Hadiaty, Slembrouck, Lemauk, Kusumah & Keith, 2013[2]
- Oxyeleotris fimbriata (M. C. W. Weber, 1907) (Fimbriate gudgeon)
- Oxyeleotris herwerdenii (M. C. W. Weber, 1910) (Blackbanded gauvina)
- Oxyeleotris heterodon (M. C. W. Weber, 1907) (Sentani gudgeon)
- Oxyeleotris lineolata (Steindachner, 1867) (Sleepy cod)
- Oxyeleotris marmorata (Bleeker, 1852) (Marble goby)
- Oxyeleotris nullipora T. R. Roberts, 1978 (Poreless gudgeon)
- Oxyeleotris paucipora T. R. Roberts, 1978 (Fewpored gudgeon)
- Oxyeleotris selheimi (W. J. Macleay, 1884) (Giant gudgeon)
- Oxyeleotris siamensis (Günther, 1861)
- Oxyeleotris stagnicola G. R. Allen, Hortle & Renyaan, 2000 (Swamp gudgeon)
- Oxyeleotris urophthalmoides (Bleeker, 1853)
- Oxyeleotris urophthalmus (Bleeker, 1851)
- Oxyeleotris wisselensis G. R. Allen & Boeseman, 1982

## Một số loài
Cá bống tượng sống tại vùng nước ngọt phân bố tại lưu vực sông Mê Kông và sông Chao Praya cùng những con sông trong khu vực biên giới giữa các nước Malaysia, Singapore, Đông Dương, Philippines và Indonesia. Cá bống tượng là một loài cá có giá trị kinh tế cao. Cá tự nhiên bắt gặp ở Việt Nam, Thái Lan, Malaysia, Brunei, Lào, Sumatra, Campuchia. Ở miền Nam Việt Nam cá xuất hiện ở hệ thống sông Cửu Long, sông Đồng Nai, sông Vàm Cỏ. Khu vực đồng bằng sông Cửu Long quanh năm nắng nóng và mưa nhiều nên thích hợp cho cá bống tượng sinh trưởng và phát triển tốt, ngoài ra cá còn được nuôi ở Quảng Nam. Cá bống tượng khoẻ, thịt dày, ngon, thịt cá khi chế biến có màu trắng tinh như thịt gà, có độ dai và có vị ngọt.